# Justus Baronius Calvinus
Pour les articles homonymes, voir Calvinus.
 (janvier 2008).
Justus Baronius Calvinus (né vers 1570 à Kanthen en Prusse (aujourd'hui en Pologne) ; mort après 1608) est un protestant converti au catholicisme et un apologiste.
Ses parents étaient calvinistes ; il fit ses études à Heidelberg où il suivit un cours de théologie. Ayant étudié les Pères il sentit de l'inclination pour le catholicisme et finalement se rendit à Rome où il fut reçu par les cardinaux Bellarmin et Baronius et par le pape Clément VIII. Ses correspondances renforcèrent sa conviction au sujet de l'Église et par reconnaissance envers Baronius il ajouta le nom du cardinal au sien. Revenu en Allemagne il se convertit au catholicisme (1601) dont il prit fermement la défense. Dans son Apologia (Mayence, 1601) il donne les raisons de sa conversion et dans son Praescriptionum adversus haereticos... Tractatus (ibid. 1602, 1756) il fait appel aux Pères pour soutenir les doctrines catholiques.

## Source
- (en) Le présent article est une traduction de l'article « Justus Baronius Calvinus » dans la Catholic Encyclopedia